# Liste der Monuments historiques in Belmont (Haute-Marne)
Die Liste der Monuments historiques in Belmont führt die Monuments historiques in der französischen Gemeinde Belmont auf.

## Liste der Immobilien
| Bezeichnung     | Beschreibung | Standort                 | Kennzeichnung | Schutzstatus | Datum | Bild |
| --------------- | --- | ------------------------ | ------------- | ------------ | ----- | ---- |
| Kloster Belmont | Zisterzienserinnenkloster, zwischen 1126 und 1136 gegründet, mehrfach zerstört, im 18. Jahrhundert neu gestaltet, nach der Französischen Revolution aufgelöst; erhalten der Gästetrakt, Teile des Konventsgebäudes und die Kirche; diese im 19. Jahrhundert stark verändert | 1 rue de l’Abbaye (Lage) | PA52000022    | Inscrit      | 2004  |      |

## Liste der Objekte
| Bezeichnung                                                | Beschreibung | Standort                                        | Kennzeichnung | Schutzstatus | Datum | Bild |
| ---------------------------------------------------------- | --- | ----------------------------------------------- | ------------- | ------------ | ----- | ---- |
| Zwei Skulpturen: Heiliger Bernhard und heilige Scholastika | aus dem 18. Jahrhundert; Antoine Besançon zugeschrieben                                                                 | in der Kirche Notre-Dame-de-l’Assomption (Lage) | PM52000087    | Classé       | 1902  |      |
| Sechs Altarleuchter                                        | Holz, vergoldet, 18. Jahrhundert                                                                                        | in der Kirche Notre-Dame-de-l’Assomption (Lage) | PM52000089    | Classé       | 1903  |      |
| Himmelfahrtsaltar                                          | Retabel; Holz, farbig gefasst und vergoldet, zweite Hälfte des 18. Jahrhunderts, aus der Werkstatt von Antoine Besançon | in der Kirche Notre-Dame-de-l’Assomption (Lage) | PM52000090    | Classé       | 1963  |      |
| Altarkreuz                                                 | Holz, vergoldet, 18. Jahrhundert                                                                                        | in der Kirche Notre-Dame-de-l’Assomption (Lage) | PM52000092    | Classé       | 1967  |      |
| Skulptur Madonna mit Kind                                  | Stein, 14. Jahrhundert                                                                                                  | in der Kirche Notre-Dame-de-l’Assomption (Lage) | PM52000088    | Classé       | 1903  |      |
| Kruzifix                                                   | Holz, farbig gefasst, 16. Jahrhundert                                                                                   | in der Kirche Notre-Dame-de-l’Assomption (Lage) | PM52000091    | Classé       | 1966  |      |
| Hauptaltar                                                 | Altartisch und Tabernakel; Stein, zweite Hälfte des 18. Jahrhunderts                                                    | in der Kirche Notre-Dame-de-l’Assomption (Lage) | PM52000093    | Classé       | 1980  |      |